# Lea Boy
Lea Boy (* 24. Januar 2000 in Itzehoe) ist eine deutsche Schwimmerin. Sie ist auf das Freiwasserschwimmen spezialisiert und zweifache Weltmeisterin mit der Freiwasserstaffel (2019, 2022) sowie Vizeweltmeisterin über 25 km Freiwasser (2022).

## Erfolge
Boy ist für den SV Würzburg 05 aktiv.
Bei den Schwimmweltmeisterschaften 2019 in Gwangju gewann sie zusammen mit Sarah Köhler, Sören Meißner und Rob Muffels Gold in der 5-Kilometer-Team-Staffel. Am 16. Mai 2021 gewann sie bei den wegen der COVID-19-Pandemie um ein Jahr verschobenen Schwimmeuropameisterschaften 2020 mit einem Vorsprung auf die Zweitplatzierte von mehr als einer Minute Gold über 25 Kilometer. Weiterhin gewann sie mit der 5-Kilometer-Team-Staffel mit Leonie Beck, Rob Muffels und Florian Wellbrock Silber. Für die Olympischen Sommerspiele 2020 war eine Qualifikation von Lea Boy nicht möglich, da die zwei deutschen Startplätze für das 10-Kilometerrennen bereits vorab aufgrund deren Leistungen bei den Schwimmweltmeisterschaften 2019 an die Schwimmerinnen Finnia Wunram und Leonie Beck vergeben waren.
Bei den Weltmeisterschaften 2022 in Budapest wurde Boy Weltmeisterin mit der 4-mal-1,5-km-Staffel. Über 25 km Freiwasser gewann sie die Silbermedaille.